# Garein
Garein é uma comuna francesa na região administrativa da Nova Aquitânia, no departamento Landes. Estende-se por uma área de 53,29 km². Em 2010 a comuna tinha 447 habitantes (densidade: 8,4 hab./km²).